# Крыстев, Венелин
Венели́н Гео́ргиев Кры́стев (болг. Венелин Георгиев Кръстев; 22 сентября 1919, Дупница, Болгария — 2015, София, Болгария) — болгарский музыковед, общественный деятель и педагог.

## Биография
В 1943 году окончил педагогический факультет Государственной музыкальной академии в Софии, в 1948—1949 годах совершенствовался как музыковед в Государственном институте искусствознания. В 1951—1952 годах — главный редактор журнала «Българска музика». С 1954 года — старший научный сотрудник, руководитель секции Института музыки при Болгарской академии наук, с 1971 года — профессор, а в 1978—1998 годах — его директор. С 1967 года — секретарь, а с 1971 года — заместитель председателя Союза болгарских композиторов. В 1971—1981 годах — музыкальный комментатор Софийского радио. В 1948—1954 годах преподавал в Болгарской консерватории, где в 1953 году становится доцентом. Сотрудничал в периодической печати. Автор ряда монографий о ведущих болгарских композиторах и работ по истории болгарской музыки. Член БКП с 1945 года.
Дочь Нева Крыстева (род. 1946) — музыковед, композитор, органист и педагог.

## Литературные сочинения
- Очерки върху развитието на българската музика, т. 1. — София, 1954.
- Добри Христов. — София, 1954. (рус. пер. — М., 1960.)
- Петко Стайнов. — София, 1957.
- Александър Морфов. — София, 1958.
- Насоки в българската масова песен. — София, 1958.
- Светослав Обретенов. — София, 1959.
- Очерци по истории на българската музика. — София, 1970. (рус. пер. — «Очерки по истории болгарской музыки». — М., 1973.)
- Българското музикознание и критика — идеи и проблеми. — София, 1972.
- Българската музикална култура. — София, 1974.
- Профили (серия). — София, 1976, 1981, 1982, 1983, 1985, 1986.

## Награды
- ? — Заслуженный деятель искусства и культуры НРБ
- 1980 — Народный деятель искусства и культуры НРБ